# Неготино
 Тази статия е за града в Северна Македония.  За селото в Полога вижте Неготино (община Врабчище).  За града в Сърбия вижте Неготин.
Него̀тино (в по-старата литература понякога и Неготин; изписване до 1945 година: Нѣготино, Нѣготинъ; на македонска литературна норма: Неготино) е град в Северна Македония. Според преброяването от 2002 година има население от 13 284 души. Градът е център на община Неготино.

## География
Неготино се намира в централната част на Северна Македония, по поречието на река Вардар, близо до град Велес. Заема основна част от Тиквешката котловина. Наблизо минава главният път Скопие – Гевгели (част от пътя Белград – Атина).
През града тече Тимяничката река.

## История
Най-старото селище на територията на Неготино е основаният през III век пр. Хр. Антигония. Сегашното му име е славянизиран вариант на гръцкото име. Градът е средище на богат на археологически разкопки район. През късното Средновековие градът се развива като център на занаятите и винопроизводството.

### В Османската империя
В XIX век Неготино е подчертано българско селище в Тиквешка кааза на Османската империя. В градчето никога не е имало гръцко училище и в църквите винаги се е чело на български. В градчето е формирана българска църковна община, която се бори и с плъзналата в Тиквеш униатска пропаганда. През май 1878 година хаджи Арсо и Христо Николов от името на Неготинската българска община подписват Мемоара на българските църковно-училищни общини в Македония, с който се иска присъединяване на Македония към новообразуващата се българска държава.
След войната екзархийското дело в Неготино е възстановено. Български свещеник в Неготино е отец Пантелеймон Поппешов. В края на XIX век Васил Кънчов минава през селото и пише:
| „ | [Неготино] е било седалище на камака[мин]. То е най-свободното село [в Тиквеш] и има най-добрия пазар. Има около 350 хр[истиянски] и около 70 тур[ски] къщи. | “ |

Според статистиката на Кънчов („Македония. Етнография и статистика“) от 1900 г. Неготино има 2395 жители, от които огромната част съставляват българите, от българското население 1925 са християни, а 320 мохамедани, други етноси населяващи паланката са власите – 90 души и циганите – 60 души. В 1901 година българският учител в Неготино Георги Зердев от Прилеп и поп Ташо Стефанов са заточени след Солунската афера в Бодрум кале.
По данни на секретаря на Българската екзархия Димитър Мишев („La Macédoine et sa Population Chrétienne“) в 1905 година в града има 2728 българи екзархисти, 5 гърци и 6 власи и функционират едно българско основно и едно прогимназиално училище.
По данни на българското военно разузнаване в 1908 година:
| „ | Неготин [е] стар каймакамски център – брои около 350 – 400 същи, от които само около 50 са мохамедански. Останалите са българи екзархисти. Селото е богато и има седмичен пазар. | “ |

При избухването на Балканската война през 1912 година двадесет и шест души от Неготино са доброволци в Македоно-одринското опълчение.
Според съобщение на Глигор Варналиев, главен учител в Кавадарци през януари 1913 г. Черна ръка предприема обезоръжителна акция в Тиквешко и в Неготино, без да са обезоръжени турците, е предприет щателен обиск на българските къщи, съпроводен с масови насилия и грабежи. Бити са Мише Бакалов, близък на войводата Тодор Стоянов, Доно Мойсов, у когото квартирува струмишкият български владика, Гълъб Горчев и Алексо Сопотчето, който умира от побоя.
През юни 1913 година по време на Междусъюзническата война Неготино е един от центровете на Тиквешкото въстание, което избухва срещу налагането на новата сръбска власт. При потушаването на въстанието в края на юни и през юли 1913 сръбските войски убиват 230 души от селището.
На етническата си карта от 1927 година Леонард Шулце Йена показва Неготин (Negotin) като смесено българско християнско и българо-мохамеданско (помашко) село.
По време на българското управление във Вардарска Македония в годините на Втората световна война, Стоян Косталевски е български кмет на Неготино от 1 септември 1941 година до 29 март 1944 година. След това кмет е Пане Николов Апостолов (8 юли 1944 – 9 септември 1944).

## Население
Според преброяването от 2002 година Неготино има 13 284 жители.
| Националност     | Численост |
| северномакедонци | 12 994    |
| албанци          | 1         |
| турци            | 46        |
| роми             | 74        |
| власи            | 11        |
| сърби            | 117       |
| бошняци          | 1         |
| други            | 40        |
| Общо             | 13 284    |

## Основен поминък
Климатичните условия в котловината предполагат развитието на лозарството (годишно 20 – 25 хиляди тона грозде) и винопроизводството. Освен това се отглежда тютюн, зеленчуци, житни култури.

## Забележителности
Построената през 1821 година часовникова кула (Саат кула).

## Редовни събития
- Празникът на общината се отбелязва на 8 ноември – датата на изтегляне на немските войски през 1944 г.
- Фестивал на виното – всяка година на празника на Св. Трифон Зарезан – 14 февруари
- Манастирска вечер и Неготински панаир – всяка година на Малка Богородица – 20 – 23 септември

## Побратимени градове
- Попово, България

## Личности
В Неготино са родени българските революционери Пано Измирлиев, Петър Самарджиев, Борис Филипов и други. Сред известните неготинчани са и българският учител и революционер Тодор Камчев, българските просветни и църковни дейци Григорий Попдимитров, Пантелеймон Поппешев и ученият от Северна Македония с българско самосъзнание Апостол Методиев. От Неготино са и югославският политик Боро Чаушев, политикът от Северна Македония Георги Спасов и актьорът Бранко Гьорчев.